# Кузнецов, Николай Алексеевич (лётчик)

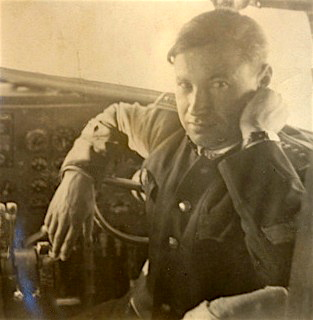
Николай Кузнецов командир воздушного судна Ли-2 (1951 год, Казахская ССР)

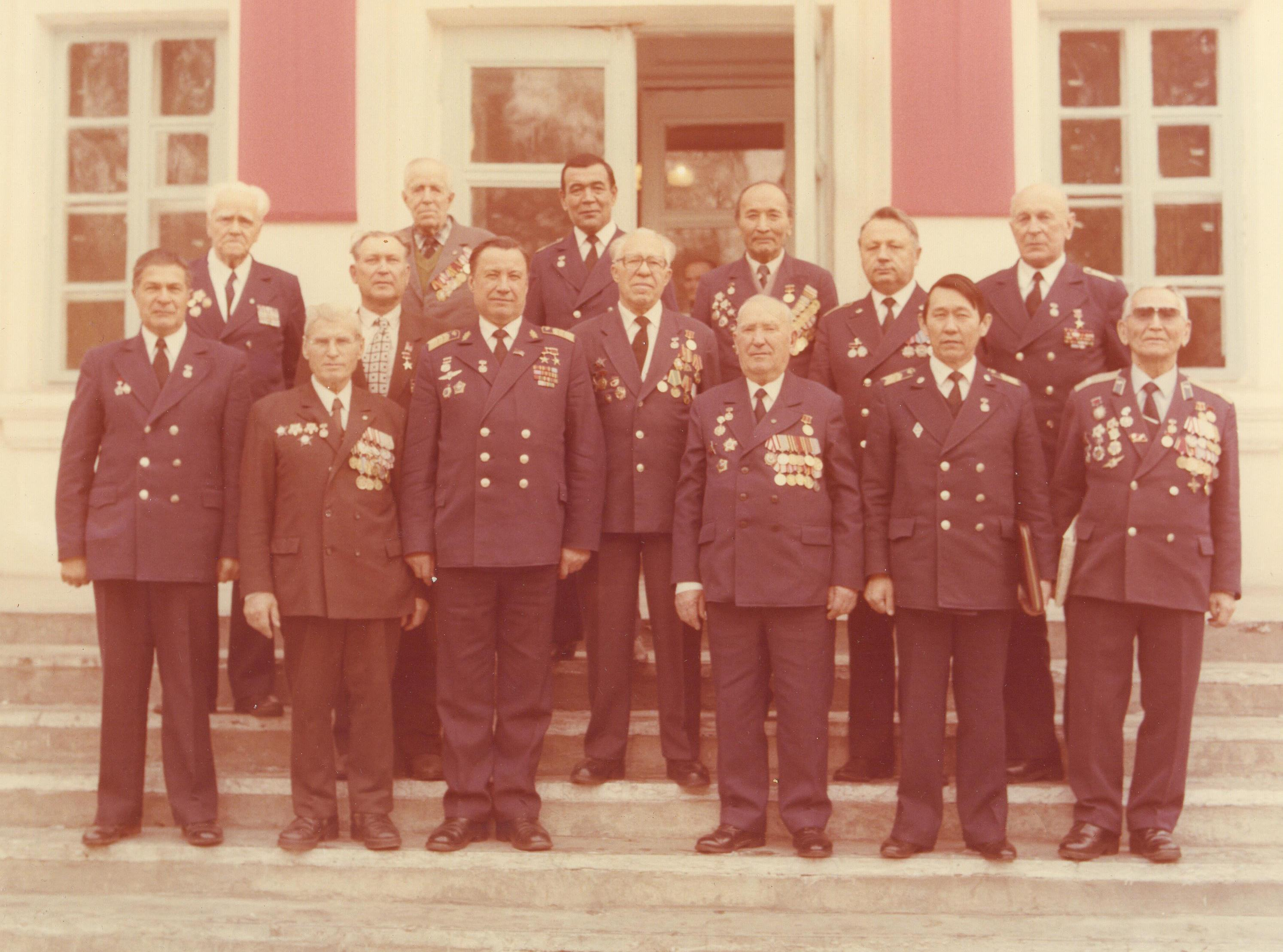
Казахское управление гражданской авиации. Кузнецов Н.А. — третий слева в первом ряду.

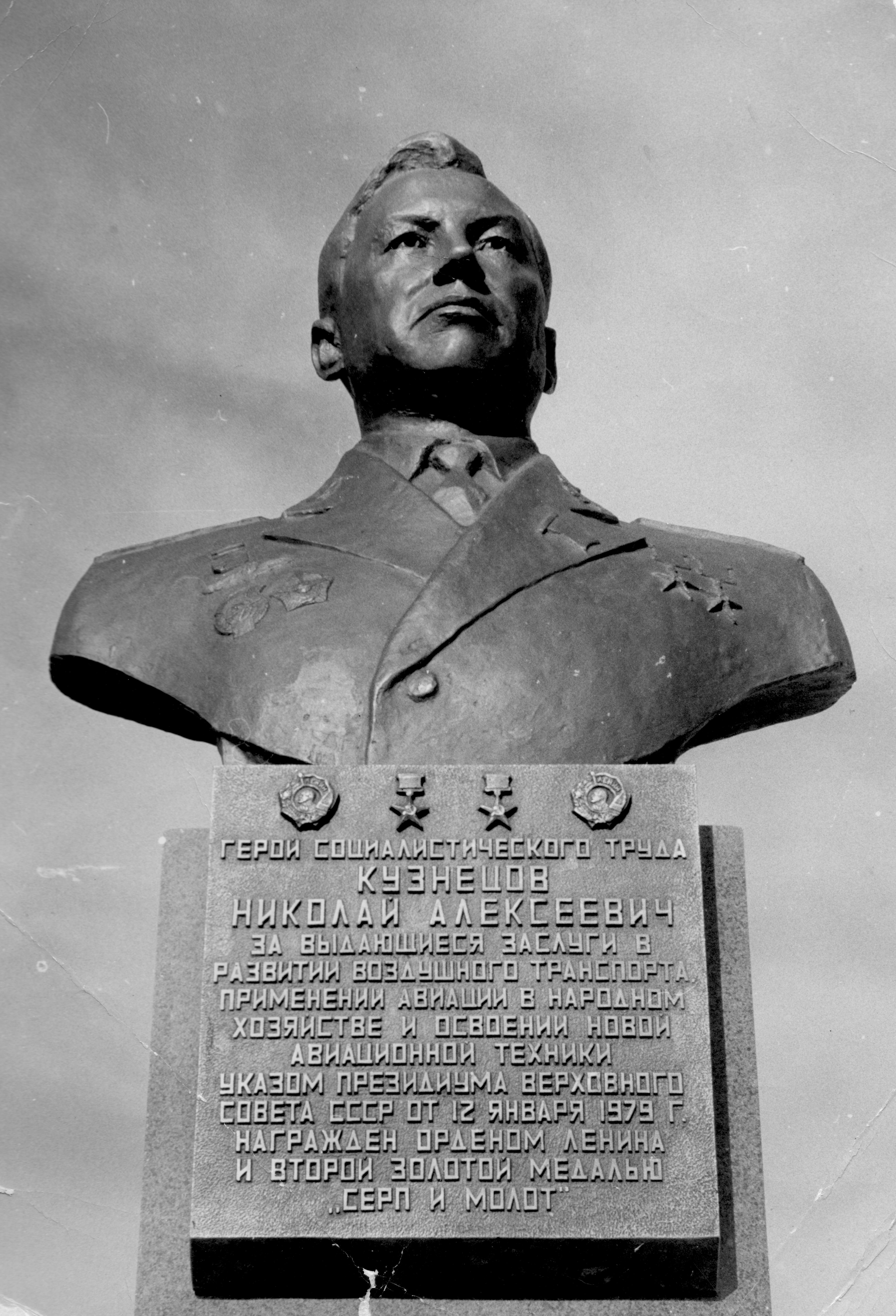
Бронзовый бюст установленный на родине Кузнецова (село Ново-Карповка, ныне Байтуган, Карагандинская область)

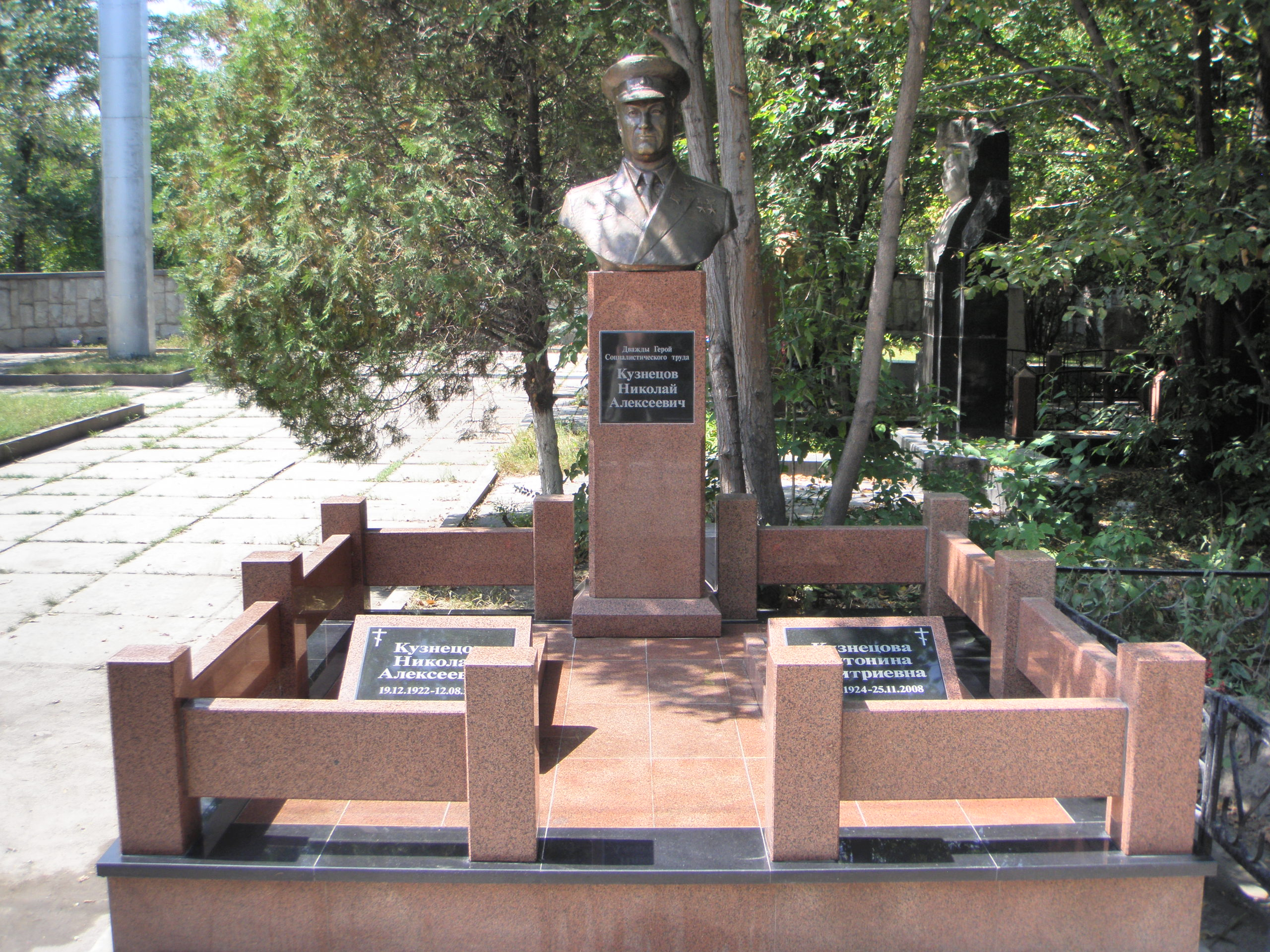
Бронзовый бюст посвященный Кузнецову Н. А. установленный на Аллее Героев (12 августа, 2010, кладбище на Ташкентской, Алма-Ата)

Николай Алексеевич Кузнецов (19 декабря 1922, Новокарповка, Киргизская АССР — 12 августа 2009, Алма-Ата) — заслуженный пилот СССР. Дважды Герой Социалистического Труда (1973, 1979), более 40 лет работал в Казахском управлении гражданской авиации, в 1971—1984 годах — начальник управления. Лауреат премии Совета Министров СССР, четырежды избирался депутатом Верховного Совета Казахской ССР.

## Биография

### Детство
Родился 19 декабря 1922 года в селе Ново-Карповка Новокарповского сельсовета Черниговской волости  Акмолинского уезда Акмолинской губернии Киргизской АССР РСФСР, ныне село Байтуган входит в Байтуганский сельский округ (каз. Байтуған ауылдық округі) Нуринского района Карагандинской области Республики Казахстан в семье переселенцев с Волги. Кроме Николая в семье было ещё 6 детей.
В 1931 году заболел отец, Алексей Филиппович, и Николай был вынужден много работать, помогая матери, с посевами, уборкой урожая, ухаживанием за скотом, заботой о младших сестрах и брате. Когда Николаю было 13 лет умер отец.
В 1932 году, спасаясь от голода, семья переехала на станцию Мариановка (посёлок Марьяновка) Омской области, где проживали родственники матери. Учился в школе им. Кирова, где в 8 классе вступил в ВЛКСМ. При этом на отлично учился в школе. В одном из своих интервью газете «Вечерний Алматы» он рассказывал:
Жизнь моей семьи — простых сельских тружеников сформировала мои взгляды, мировоззрение, основанное на любви и стремлении к труду, Это осталось во мне на всю жизнь. Так учили меня и родители: необходимо трудиться, просто так в этой жизни ничего не дается. Чтобы чего-то достичь, необходимо вкладывать всего себя, всю свою душу.

### В годы Великой Отечественной войны
С началом Великой Отечественной войны начал службу в армии. В 1942 году в звании старший сержант технической службы окончил Селищенскую военную авиационную школу младших авиационных специалистов (авиационных механиков), где изучал самолёты И-153 и ЛаГГ-3. Школа была эвакуирована из Ленинградской области в город Петропавловск.
В 1943 году окончил Магнитогорскую школу пилотов (учебная эскадрилья ГВФ). Кузнецов с самого начала проявил себя как талантливый организатор и преподаватель, подчеркивая свой профессионализм безукоризненными качествами лётчика. С 1943 года участвовал в боевых действиях. Выполнил ряд опасных стратегических заданий. Одним из таких заданий являлась боевая операция по ликвидации диверсантов группы Отто Скорцени в районе города Магнитогорска.
Диверсанты собирались уничтожить крупнейший по тем временам металлургический комбинат, массово производивший оружие советской армии. Однако вражеская попытка не увенчалась успехом, поскольку грамотные действия советских контрразведчиков и подразделений Красной Армии сумели разрушить фашистские планы. В процессе операции Николай Алексеевич прошёл своё первое боевое крещение.
С 1943 года Николай назначен на должность пилота-инструктора в Курганской авиационной школе пилотов ГВФ, где подготавливал лётный состав для активной фронтовой деятельности.
С 1945 года член ВКП(б) (в 1952 году партия переименована в КПСС).
Его деятельность в Курганской авиационной школе продолжалась до 1946 года. Демобилизовавшись в 1947 году стал пилотом в Акмолинском подразделении Карагандинского авиаотряда Гражданского воздушного флота, а в 1948 году возглавил аэропорт Акмолинск.

### Трудовая деятельность
В 1950—1953 годах — заместитель командира Восточно-Казахстанского авиаотряда (г. Усть-Каменогорск).
Окончил Ульяновскую школу высшей лётной подготовки ГФВ (1955), Казахский государственный университет имени С. М. Кирова (географический факультет, 1963).
В 1953—1963 годах занимал различные должности в Алма-Атинском авиатранспортном подразделении.
Будучи талантливым организатором в 1963 году Кузнецов был направлен в аппарат Казахского управления гражданской авиации на должность заместителя начальника управления по летной службе. Спустя семь лет в 1971 году он становится начальником управления. Трудовая деятельность Николая Алексеевича в Казахском управлении гражданской авиации была лучшим подтверждением его настоящих человеческих качеств, неукротимой воли, безукоризненным знанием отрасли, умением правильно оценивать настоящее и смотреть в будущее. Одним из самых незаменимых и важных качеств Кузнецова было умение работать с людьми и добиваться поставленных результатов.
На новой должности приходилось сталкиваться с массой проблем, преодолевать бюрократические преграды, эффективно решать серьёзные и ответственные задачи в кратчайшие сроки. Большое развитие и мощнейший качественный прорыв получила Гражданская авиация Казахстана под руководством Кузнецова. В тот период она стала одной из самых высокоразвитых отраслей народного хозяйства, будучи оснащенной передовой авиационной техникой. К началу восьмидесятых годов на более чем на сто тысяч километров раскрылись воздушные линии Казахстана. Столица Алма-Ата была связана со всеми столицами союзных республик, со всеми областными центрами страны и различными крупными городами и курортными зонами тогдашнего Советского Союза. Более пятидесяти процентов населения Казахстана ежегодно пользовались услугами воздушного транспорта. До пятнадцати миллионов гектаров сельскохозяйственных угодий на ежегодной основе обрабатывала авиация спецприменения. Существенно окрепла материально-техническая база авиапредприятий, были построены семнадцать аэровокзалов, а десять аэропортов имели свои гостиницы. Население Казахстана имело возможность даже из мелких населенных пунктов без затруднений приобретать авиабилеты в любые точки СССР. Появление новой авиатехники Ан-24, Ан-26, Ан-30, Ил-18, Ил-62, Ил-86, Ту-134, Ту-154, Як-40, Ми-2, Ми-8 требовало наличия высокой квалификации и профессиональной подготовки летного, инженерно-технического и диспетчерских составов. Все Командиры тяжелых воздушных судов имели высшее образование, инженером являлся каждый седьмой работник авиационно-технической базы.
Под руководством Кузнецова были воспитаны профессионалы-организаторы авиаперевозок, летной работы, специалисты на высоком уровне сочетавшие организаторскую, экономическую воспитательную и учебно-методическую работы. Создана Академия гражданской авиации (Алма-Ата) и высшее летное училище в Актюбинске. Приказом Министерство гражданской авиации СССР, как школа передового опыта организации летной работы, был определён методический класс Бурундайского объединённого авиаотряда. При освоении новой авиатехники в Домодедово и Шереметьево Москва преимущественно отбирала летные кадры Казахстана.
Н. А. Кузнецов избирался депутатом Верховного Совета Казахской ССР восьмого, девятого и десятого созывов. На XIII съезде Компартии Казахстана был избран членом Ревизионной комиссии, а на XIV и XV съездах — членом Центрального Комитета Коммунистической партии Казахстана.

### Деловая и социальная активность
Будучи с 1987 года на пенсии, являясь персональным пенсионером союзного значения, Николай Алексеевич застал распад СССР. С болью ему пришлось стать очевидцем разрушения страны, разрыва экономических связей. Кризис тех лет отразился в первую очередь на авиации как на отрасли, которая получила первый и один из самых тяжелых ударов. Несмотря на нестабильное экономическое состояние и неопределенность будущего стран бывшего Союза, Кузнецов совместно с другими талантливыми организаторами сумел создать и вывести на высокий конкурентоспособный уровень авиакомпанию «Саяхат», являясь председателем совета директоров. В тот же период был избран членом клуба ветеранов высшего руководящего состава гражданской авиации СНГ, а также членом Консультационного совета транспортного комплекса Казахстана. Проводил широкую общественную деятельность, встречаясь с учащимися высших учебных заведений, где главной темой общения было воспитание чувства казахстанского патриотизма, любви к своей Родине. При всех сложностях бытия всегда искренне верил в то, что 
Ум, честь и совесть были и будут на переднем крае смелых патриотических преобразований в обществе.
На протяжении всей своей жизни Николай Алексеевич всегда был бодр, жизнерадостен и оптимистичен, всесторонне эрудирован, полон творческих замыслов и инициатив. Для своих родных, друзей и коллег Кузнецов был надежной опорой и поддержкой. Жизнь Николая Алексеевича Кузнецова является настоящим примером мужества, самоотверженности, великого служения Родине и любимому делу.
Николай Алексеевич Кузнецов умер 12 августа 2009 года. Похоронен на Центральном кладбище Жетысуского района города Алма-Аты.

## Награды и звания
Достижения Николая Алексеевича Кузнецова были высоко оценены правительством.
- Орден «Барыс» III степени
- Дважды Герой Социалистического Труда, 12 января 1979 года, за многочисленные выдающиеся заслуги в развитии воздушного транспорта, широкое применение авиации в народном хозяйстве и освоение новейшей авиационной техники
  - Орден Ленина № 432423
  - Медаль «Серп и Молот» № 147
  - Бронзовый бюст на его родине, в совхозе «Путь Ленина»
- Герой Социалистического Труда, 9 февраля 1973 года
  - Орден Ленина № 421227
  - Медаль «Серп и Молот» № 15258
- Орден Трудового Красного Знамени, 16 апреля 1963 года
- медали, в том числе
  - Медаль «За трудовую доблесть», 7 января 1953 года
  - Медаль «Ветеран труда»
  - Медаль «За освоение целинных земель»
- Звание «Заслуженный пилот СССР», 1972 год
- Звание Заслуженный работник транспорта Казахской ССР.
- В восьмидесятых годах Кузнецов стал Лауреатом премии Совета Министров СССР, четырежды избирался депутатом Верховного Совета Казахской ССР.
- Почетный гражданин городов Астаны и Аркалыка.
- За создание базы учебных подразделений в КазУГА присвоено ученое звание профессора транспорта[8].

## Литературные труды
«Штурвал и Курс» — в этой автобиографической книге фигурируют имена свыше трехсот человек, представленных правдивыми психологическими характеристиками. Читателю раскрываются неизвестные ранее аспекты человеческих отношений, характер и поведение таких людей, как Динмухамед Кунаев, Леонид Ильич Брежнев, Михаил Сергеевич Горбачёв, маршал авиации Борис Павлович Бугаев и многих других.

## Семья

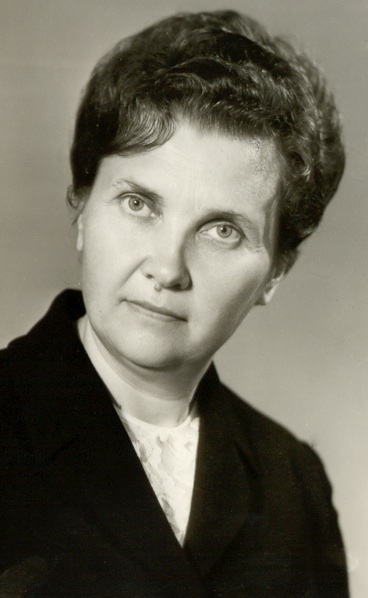
Антонина Дмитриевна Кузнецова (1970-e, Алма-Ата)

Антонина Дмитриевна Кузнецова (28 августа 1924 — 25 ноября 2008) — в девичестве Беданова — супруга Николая Алексеевича. Родилась в Ставропольском крае. В раннем детстве вместе с родителями и двумя младшими сестрами переехала в Баку, Азербайджанская ССР. Окончила Азербайджанский медицинский университет по специальности терапевт, акушер-гинеколог. Далее по распределению в сороковых годах была направлена на работу в Акмолинск. Здесь происходит судьбоносная встреча со своим будущим спутником жизни и супругом Николаем. В любви и согласии они счастливо прожили свою жизнь, воспитали двух дочерей (Татьяна и Любовь), внука и двоих внучек.